# Plunket Shield 2023/24
Der Plunket Shield 2023/24 war die 95. Saison des nationalen First-Class-Cricket-Wettbewerbes in Neuseeland der vom 20. Oktober 2023 bis zum 27. März 2024 ausgetragen wurde. Die Meisterschaft sicherte sich Wellington.

## Format
Die Mannschaften spielten acht Spiele in einer Division gegen jede andere. Für einen Sieg erhält ein Team zunächst 12 Punkte, für ein Unentschieden (beide Mannschaften erzielen die gleiche Anzahl an Runs) 6 Punkte. Soll kein Ergebnis erreicht werden und das Spiel in einem Remis enden, bekommen beide Mannschaften 0 Punkte, wenn das Spiel abgesagt wird, 2 Punkte. Zusätzlich besteht die Möglichkeit, in den ersten 110 Over des ersten Innings Bonuspunkte zu sammeln. Dabei werden jeweils bis zu 4 Punkte für erzielte Runs und für erzielte Wickets vergeben. Im Falle einer Reduktion der Spieldauer auf einen Tag wird ein Sieg mit 6 Punkten, ein Unentschieden mit 3 und ein Remis mit 2 Punkten honoriert, Bonuspunkte werden dann nicht vergeben. Des Weiteren ist es möglich, dass Mannschaften Punkte abgezogen bekommen, wenn sie beispielsweise zu langsam spielen oder der Platz nicht ordnungsgemäß hergerichtet ist. Am Ende der Saison ist der Sieger der Division der Gewinner des Plunket Shields.

## Resultate
Tabelle
| Teams              | Sp. | S | N | U | R | Bat | Bwl | Ded | Punkte |
| ------------------ | --- | - | - | - | - | --- | --- | --- | ------ |
| Wellington         | 8   | 4 | 0 | 0 | 4 | 22  | 24  | 0   | 94     |
| Northern Districts | 8   | 4 | 2 | 0 | 2 | 14  | 29  | 0   | 91     |
| Central Districts  | 8   | 3 | 2 | 0 | 3 | 18  | 31  | 0   | 85     |
| Canterbury         | 8   | 3 | 3 | 0 | 2 | 16  | 32  | 0   | 84     |
| Otago              | 8   | 1 | 5 | 0 | 2 | 12  | 30  | 0   | 54     |
| Auckland           | 8   | 1 | 5 | 0 | 2 | 12  | 27  | 0   | 51     |

Sieg: 12 Punkte; Remis: 0 Punkte
Spiele
| 20. – 23. Oktober Scorecard | Auckland | Central Districts 509-8d (141.5)                        | – | Auckland 264 (81) & 168 (60.5) (f/o) |
|                             |          | Central Districts gewinnt mit einem Innings und 77 Runs |   |                                      |

| 20. – 23. Oktober Scorecard | Hamilton | Otago 267 (83.5) & 77 (34.3)                             | – | Northern Districts 376-9d (88.2) |
|                             |          | Northern Districts gewintt mit einem Innings und 32 Runs |   |                                  |

| 20. – 23. Oktober Scorecard | Wellington | Wellington 325 (104.5) & 145 (41.5) | – | Canterbury 156 (45.1) & 185 (54.5) |
|                             |            | Wellington gewinnt mit 129 Runs     |   |                                    |

| 28. – 31. Oktober Scorecard | Auckland | Auckland 184 (61) & 161 (47.3)           | – | Northern Districts 295 (81.1) & 51-1 (4.1) |
|                             |          | Northern Districts gewinnt mit 9 Wickets |   |                                            |

| 28. – 31. Oktober Scorecard | Nelson | Wellington 201 (63.1) & 324 (104.5) | – | Central Districts 169 (64.1) & 184 (58.4) |
|                             |        | Wellington gewinnt mit 172 Runs     |   |                                           |

| 28. – 31. Oktober Scorecard | Christchurch | Canterbury 313 (94.5) & 333-4d (91) | – | Otago 184 (61.3) & 254-9 (109.2) |
|                             |              | Remis                               |   |                                  |

| 6. – 9. November Scorecard | Wellington | Wellington 270 (64.1) & 224-9d (55.5) | – | Northern Districts 191 (45.2) & 248-4 (67) |
|                            |            | Remis                                 |   |                                            |

| 6. – 9. November Scorecard | Christchurch | Auckland 217 (90.1) & 256 (128.3) | – | Canterbury 413-9d (121) & 63-2 (16.1) |
|                            |              | Canterbury gewinnt mit 8 Wickets  |   |                                       |

| 6. – 9. November Scorecard | Dunedin | Central Districts 182 (77) & 332-9d (109) | – | Otago 210 (85.1) & 254 (57.1) |
|                            |         | Central Districts gewinnt mit 50 Runs     |   |                               |

| 15. – 18. November Scorecard | Napier | Canterbury 225 (80) & 320 (81) | – | Central Districts 177 (73.1) & 256-8 (76) |
|                              |        | Remis                          |   |                                           |

| 15. – 18. November Scorecard | Dunedin | Northern Districts 117 (34.5) & 336 (96.1) | – | Otago 240 (72) & 179 (63.5) |
|                              |         | Norther Districts gewinnt mit 34 Runs      |   |                             |

| 15. – 18. November Scorecard | Auckland | Auckland 500-8d (150) | – | Wellington 352-9 (106.2) |
|                              |          | Remis                 |   |                          |

| 29. Februar – 3. März Scorecard | Mount Maunganui | Central Districts 427 (128.1) & 117-2 (33) | – | Northern Districts 331 (126.5) |
|                                 |                 | Remis                                      |   |                                |

| 29. Februar – 3. März Scorecard | Rangiora | Canterbury 526 (127.3) & 109 (44.4) | – | Wellington 308 (81.5) & 328-5 (91.2) |
|                                 |          | Wellington gewinnt mit 5 Wickets    |   |                                      |

| 29. Februar – 3. März Scorecard | Dunedin | Auckland 410 (107.2) & 295-4d (61) | – | Otago 319 (103) & 327-9 (103) |
|                                 |         | Remis                              |   |                               |

| 8. – 11. März Scorecard | Hamilton | Northern Districts 247 (89.1) & 334-9d (99.5) | – | Auckland 158 (51.5) & 360 (138.4) |
|                         |          | Northern Districts gewinnt mit 63 Runs        |   |                                   |

| 8. – 11. März Scorecard | Palmerston North | Wellington 295 (92.3) & 290-9 (118) | – | Central Districts 572-9d (149) |
|                         |                  | Remis                               |   |                                |

| 8. – 11. März Scorecard | Alexandra | Canterbury 144 (38.5) & 180 (68.1) | – | Otago 188 (63) & 138-1 (30.2) |
|                         |           | Otago gewinnt mit 9 Wickets        |   |                               |

| 16. – 19. März Scorecard | Rangiora | Northern Districts 235 (75.5) & 298 (105.3) | – | Canterbury 398 (124.3) & 136-5 (32.1) |
|                          |          | Canterbury gewinnt mit 5 Wickets            |   |                                       |

| 16. – 19. März Scorecard | Napier | Auckland 240 (93.3) & 281 (81.3) | – | Central Districts 340 (111.3) & 140 (45.3) |
|                          |        | Auckland gewinnt mit 41 Runs     |   |                                            |

| 16. – 19. März Scorecard | Wellington | Otago 280 (83.5) & 99 (27.4)                     | – | Wellington 421 (128.4) |
|                          |            | Wellington gewinnt mit einem Innings und 42 Runs |   |                        |

| 24. – 27. März Scorecard | Auckland | Auckland 216 (67) & 257 (79)     | – | Canterbury 242 (59.5) & 232-4 (47.5) |
|                          |          | Canterbury gewinnt mit 6 Wickets |   |                                      |

| 24. – 27. März Scorecard | Hamilton | Wellington 323 (103.5) & 127-4 (36) | – | Northern Districts 362 (98.1) |
|                          |          | Remis                               |   |                               |

| 24. – 27. März Scorecard | Napier | 309 (84.5) & 231 (87.2)                                 | – | Central Districts 580 (169.3) |
|                          |        | Central Districts gewinnt mit einem Innings und 40 Runs |   |                               |